# Барышня и хулиган (фильм, 1918)
«Барышня и хулиган» — художественный немой фильм 1918 года режиссёра Евгения Славинского по сценарию Владимира Маяковского.

## Сюжет
Сценарий фильма основан на повести итальянского писателя Эдмондо де Амичиса «Учительница рабочих», однако действие перенесено в дореволюционную Россию. Главный герой-хулиган в исполнении Маяковского случайно видит на улице учительницу и с первого взгляда влюбляется в неё. Вскоре он начинает посещать её занятия. Однажды на уроке один из учеников обижает учительницу, а влюблённый хулиган бьёт его. Вскоре его настигает месть: отец ученика вместе со своими друзьями подстерегают хулигана и нападают на него. В драке он получает тяжёлое ножевое ранение. Перед смертью он просит свою мать позвать учительницу. Учительница целует хулигана в губы, и после этого он закрывает глаза и умирает.

## В ролях
- Владимир Маяковский — хулиган
- Александра Ребикова — учительница
- Фёдор Дунаев — директор школы
- Ян Нивиньский[1] — ученик-забияка

## Факты
- В двадцатых годах фильм с несколько изменённым концом (был убран эпизод со священником) шёл на экранах под названием литературного первоисточника — «Учительница рабочих».
- В 1973 году фильм был восстановлен режиссёром Сергеем Юткевичем. Вместе со вступительным словом кандидата искусствоведения Марианны Шатерниковой восстановленная версия вошла в документальный фильм Юткевича «Поэт на экране („Барышня и хулиган“)» (1973).

## В музыкальном театре
- В начале 1960-х годов по мотивам фильма Александр Белинский создал либретто балета. Музыка была взята из трёх балетов Дмитрия Шостаковича — «Болт», «Золотой век» и «Светлый ручей», также в партитуру были включены некоторые фрагменты из музыки Шостаковича к кинофильмам. Премьера балета «Барышня и хулиган» состоялась в 1962 году на сцене ленинградского Малого театра оперы и балета (хореограф-постановщик — Константин Боярский). В 1970 году режиссёром Аполлинарием Дудко по этому спектаклю был снят телевизионный фильм-балет «Барышня и хулиган» с Ириной Колпаковой и Алексеем Носковым в главных ролях.